# Historia del idioma español

Ámbito hispanohablante.

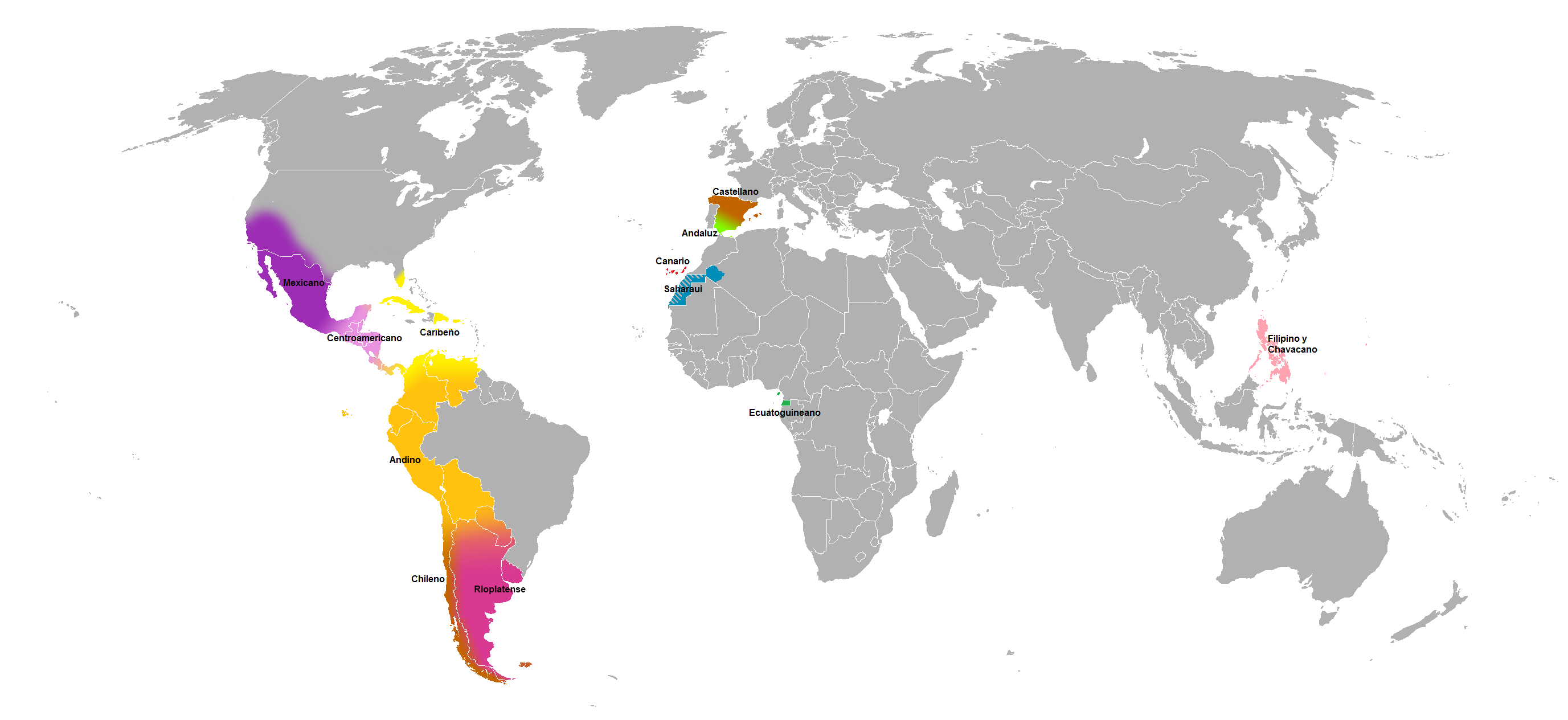
Principales variedades del español.

La historia del idioma español o idioma castellano se remonta comúnmente al período prerromano puesto que es posible que las lenguas prerromanas de la península ibérica ejercieran una influencia en el latín hispánico de la que podrían derivar algunas características de las lenguas romances peninsulares. La historia del idioma español se suele dividir convencionalmente en tres periodos: español medieval, español medio y español moderno.
El castellano es una lengua romance, derivada del latín vulgar, que pertenece a la subfamilia itálica dentro del conjunto indoeuropeo. Es la principal lengua en España y 19 países americanos, y es oficial también en Guinea Ecuatorial. Es también llamada castellano por tener su origen en el reino medieval de Castilla.

## Historia externa de la lengua española
La historia externa del español alude a la descripción cronológica de las influencias culturales, históricas, políticas y sociales que influyeron en los hechos lingüísticos. La historia externa contrasta con la historia interna (a veces llamada gramática histórica) del español, que refiere a la descripción cronológica y la sucesión de cambios acaecidos dentro del propio sistema de la lengua.

### Aportes prerromanos
Los aportes prerromanos a la lengua española (anteriores al latín; es decir, a la conquista romana y romanización que comienza en el siglo III a. C. y no se completa hasta el siglo I a. C. —en algunas zonas con poca efectividad—) son los correspondientes a las lenguas de los pueblos indígenas de la península ibérica (pueblos celtas en la Meseta, el norte y el oeste, pueblos iberos en la zona este y sur, celtíberos en la zona intermedia y tartesios en la zona suroeste), entre las que estaba la antecesora del idioma vasco (perteneciente a un grupo no indoeuropeo, relacionado por tanto con las lenguas iberas y no con las lenguas célticas), y las de los pueblos colonizadores (cartagineses y fenicios, que hablaban una lengua semítica, y griegos).
De esta remota época han sobrevivido probablemente elementos como:
- la lenición de las oclusivas sordas intervocálicas a sonoras -p-, -t-, -k- > -b-, -d-, -g-. Algunos autores lo relacionan con un sustrato céltico (cfr. galés *blatu > blawd ‘flor’, *balleko > balleg ‘saco’). Entre los romances hispánicos únicamente el mozárabe resistió la lenición ficaira ‘higuera’ < ficaria.
- la fricativización del grupo dy > z: gaudium > ‘gozo’. Algunos autores lo consideran resultado de un sustrato céltico; se constata en el celtibérico ozas < *(p)odians 'pies', zoelae < *diovelae < *dyew-el-ai.
- la anticipación de yod: ‘cuero’ < cuiro < corium, ‘Duero’ < duiro < Durius. Algunos autores lo relacionan con un sustrato céltico (cfr. irlandés cuire < *corio ‘ejército’).
- la asimilación del grupo n'm > lm: ‘alma’ < an'ma < anima. Algunos autores lo relacionan con un sustrato céltico; se constata en celtibérico: melmu < *men-mōn ‘inteligencia’.
- la inserción de /b/ para la realización del grupo m'r: ‘cambra’ < cam'ra < cámara. Ya se registra en antiguo hispano y para algunos autores puede tener relación con un sustrato céltico (cfr. Sambrucela < *sam'ruocela < *sámaro-ocela ‘la colina del [río] Sámaro’).
- el sufijo diminutivo -ino, -ina. Aunque no tiene la misma vigencia que en galaicoportugués -iño, -iña (Tomasiño) y asturleonés -ín, -ina (Tomasín), también se presenta ocasionalmente en español. Se ha buscado una relación de este sufijo con un sustrato céltico, ya que se corresponde exactamente con el diminutivo empleado en irlandés -in, -ine (Tómasín ‘Tomasito’, capaillín ‘caballito’, cfr. asturleonés caballín) y galés -yn, -en (pysgodyn ‘pescadín’).
- la división del concepto ‘existir’ en dos verbos: ser y estar. El primero evoca permanencia y el segundo, transitoriedad: es un hombre, está cansado. Algunos autores lo relacionan con un sustrato céltico; junto a diversas lenguas romances, el irlandés mantiene la misma distinción: is fear é ‘es hombre el’, tá sé tuirseach ‘está el cansado’.
- la desaparición de f- inicial en muchas palabras que en latín llevaban este sonido, y, supuestamente, el llamado betacismo, debidos, probablemente, a la influencia del idioma vasco o del idioma íbero (nótese que la aspiración de /h/ también se da en el gascón, que habría tenido igualmente un substrato vasco);
- algunos sufijos, como -aga, -ago, -erri, -rro, -rra, -occus (alcornoque);
- numerosos topónimos; entre los de origen céltico destacan los que tienen el sufijo -briga, que significa ‘lugar alto’ (Flaviobriga o Segobriga —también como raíz, en Bergantiños o Brihuega—) o la raíz sega, que significa ‘victoria’ (Segovia o Sigüenza); por el contrario, las etimologías de los corónimos peninsulares son asuntos muy debatidos, aunque Hispania parece provenir de los pueblos colonizadores (‘costa norte’ en fenicio-cartaginés) e Iberia de los indígenas (‘río’, sea el hidrónimo ibérico genérico o el Iber que hoy se llama Ebro);
- palabras de probable origen céltico, como abedul, álamo, aliso, amelga, balsa, baranda, barrendo, beleño, berro, berrueco, cantiga, colmena, estancar, gancho, garza, gorar, lanza, légamo, losa, olca, páramo, rodaballo, tarugo, tranzar, virar, incluso algunas que parecen propiamente latinas, como puerco y toro (que ya están en la inscripción de Cabezo de las Fraguas como porcom y taurom), y otras que se incorporaron al latín desde otras lenguas célticas no peninsulares y luego se incorporaron al español como a otras lenguas romances, como braga, cabaña, camisa, cerveza, legua;[1]
- palabras de probable origen ibérico, como barranco, carrasca, gándara, lama; y otras incorporadas al latín, pero de origen ibérico, como estepa, galena, minio, sobral; alguna de las cuales las propias fuentes romanas las identifican como ibéricas, como arroyo, coscojo o gordo;[2]
- palabras de probable origen vasco, como aquelarre, cencerro, chamarra, chaparro, gabarra, izquierda, laya, narria, órdago, pizarra, socarrar, zamarra, zumaya;[3]
- palabras de probable origen cartaginés, como tamujo;[4]
- palabras de las que no se ha establecido con precisión el grupo de lenguas prerromanas ibéricas de las que probablemente proceden, como abarca, artiga, aulaga, barda, barraca, barro, becerro, cama, camorra, caspa, cueto, galápago, gazpacho, manteca, mogote, perro, rebeco, sapo, sarna, silo, sima, toca, vega.[5]

### Latín hispánico
Entre el siglo III a. C. y fines del siglo I a. C., se produjo la romanización de la península ibérica. Este proceso afectó muchos ámbitos de la vida peninsular, incluido el lingüístico. Las lenguas prerromanas decayeron en su uso y se limitaron cada vez más a las áreas rurales. Inicialmente, se dio un extensivo bilingüismo en los principales centros de ocupación romanos, y posteriormente las lenguas indígenas quedaron limitadas a las regiones más aisladas. Así, en el uso público fueron sustituidas por el latín, la lengua administrativa del Imperio romano. Es curioso notar que, en el caso del vasco, hay escasez de topónimos presentes antes del siglo I a. C. y estos se fueron haciendo más frecuentes, lo que sugeriría que pudo haber una migración limitada desde Aquitania durante ese período, hasta por lo menos el siglo VII d. C.
No obstante, conviene señalar algunos factores que influyeron decisivamente en el ulterior desarrollo del latín, que dio lugar a la aparición del castellano:
- En primer lugar, su situación geográfica: la distancia con el centro administrativo del Imperio, Roma, y el aislamiento geográfico (a través de los Pirineos y el mar Mediterráneo), hicieron que las innovaciones lingüísticas llegaran despacio y con retraso.
- El origen de los conquistadores: se cree que la mayor parte de los romanos que colonizaron la península procedían del sur de la actual Italia.

### Castellano medieval
El castellano medieval comprende el período desde los primeros textos en el siglo X hasta el inicio del reajuste del sistema consonántico hacia el siglo XIV. El castellano medieval de los siglos IX al XIII se encontraba en situación de transición entre los finales del latín tardío y los comienzos del español medio (siglo XV). En ciertos aspectos, el castellano medieval está más cerca de otras lenguas romances de la península que el español moderno; por ejemplo:
- Distinguía entre fricativas sordas y sonoras, similares a las que siguen existiendo en catalán, francés y portugués (las fricativas sonoras desaparecieron durante los siglos XV y XVI). Solo el judeoespañol, hablado por los judíos expulsados durante los siglos XV y XVI, conserva restos de las fricativas sonoras del español.
- Existía el sonido [h] procedente de f- latina inicial, que iría desapareciendo progresivamente en castellano medio (modernamente solo se conserva residualmente en algunas áreas de Andalucía y Extremadura).
- Admitía que los pronombres clíticos fueran en posición posverbal si el verbo estaba conjugado, tal como sigue sucediendo en algunas variantes de asturleonés.
- Para formar los «tiempos compuestos», usaba los verbos ser y aver (>‘haber’), el primero con verbos inacusativos y el segundo con verbos inergativos.

|                  | Español moderno                                                                       |
|                  |                                                                                       |
| Lenguas criollas | \| \| Chabacano \| \| \| \| \| \| Palenquero \| \| \| \| \| \| Papiamento \| \| \| \| |
|                  | \| \| Chabacano \| \| \| \| \| \| Palenquero \| \| \| \| \| \| Papiamento \| \| \| \| |
|                  | Chabacano                                                                             |
|                  |                                                                                       |
|                  | Palenquero                                                                            |
|                  |                                                                                       |
|                  | Papiamento                                                                            |
|                  |                                                                                       |

|  | Chabacano  |
|  |            |
|  | Palenquero |
|  |            |
|  | Papiamento |
|  |            |

|                  | Español moderno                                                                       |
|                  |                                                                                       |
| Lenguas criollas | \| \| Chabacano \| \| \| \| \| \| Palenquero \| \| \| \| \| \| Papiamento \| \| \| \| |
|                  | \| \| Chabacano \| \| \| \| \| \| Palenquero \| \| \| \| \| \| Papiamento \| \| \| \| |
|                  | Chabacano                                                                             |
|                  |                                                                                       |
|                  | Palenquero                                                                            |
|                  |                                                                                       |
|                  | Papiamento                                                                            |
|                  |                                                                                       |

|  | Chabacano  |
|  |            |
|  | Palenquero |
|  |            |
|  | Papiamento |
|  |            |

#### Diferenciación del romance castellano

Evolución cronológica de los idiomas en la península ibérica, en mostaza el idioma español con el término castellano.

Las estimaciones glotocronológicas apuntan a que la diversificación del latín empezó a ser notoria a partir del siglo III o IV d. C. El latín vulgar evolucionó progresivamente en toda la Europa latina y se diversificó tras la caída del Imperio romano de Occidente en el siglo V.
En ese mismo siglo se produjeron las invasiones bárbaras, lo que permitió la incorporación al español de algunos vocablos germánicos, junto con los que ya habían entrado anteriormente en el latín vulgar. Destacan los relacionados con las contiendas (como ‘guerra’ < werra y ‘yelmo’ < helm) y algunos nombres propios (como Álvaro < all ‘todo’ y wars ‘prevenido’, y Fernando < frithu ‘pacífico’ y nanth ‘atrevido’). Las sucesivas transformaciones fonológicas y gramaticales llevaron al surgimiento de las lenguas romances como lenguas con dificultades para la inteligibilidad mutua entre los siglos VI y IX d. C. Dicha evolución originó la aparición de las diversas lenguas romances.
En el siglo VIII, la expansión musulmana en la península ibérica puso a las lenguas romances peninsulares bajo una fuerte influencia léxica del árabe (más de 4000 vocablos en español). Los dialectos romances hablados en la parte de la península dominada por los árabes se conocen con el nombre de mozárabe y son mal conocidos. Se utilizaban en usos no formales por la mayor parte de la población, tanto por los cristianos arabizados como por los musulmanes, si bien con el tiempo se dio un proceso de sustitución lingüística hacia el árabe, que era la lengua para usos formales y literarios. El contacto con los árabes probablemente dotó al mozárabe de unas características que lo distinguieron del resto de las lenguas romances. Muchas palabras castellanas actuales provienen del árabe, en muchos casos a través del mozárabe (como ‘aceite’, ‘ajedrez’, ‘almohada’ y ‘almirante’).
En el siglo IX, la influencia árabe tuvo sus expresiones artísticas con la aparición de las jarchas y otros textos medievales en mozárabe escritas en alfabeto árabe en lugar del alfabeto latino.

#### La lengua castellana en el reinado de Alfonso X el Sabio

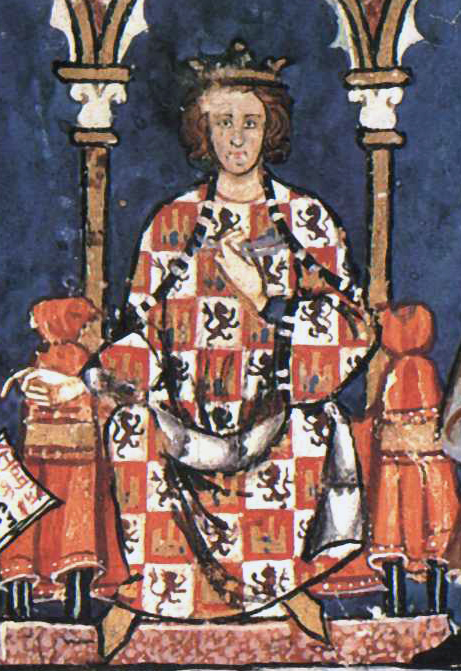
Retrato de Alfonso X el Sabio.

Alfonso X el Sabio, rey de Castilla y rey de León (1252-1284), institucionalizó las escuelas de traductores de Toledo, de donde surgió una forma estandarizada de castellano medieval, conocida como «castellano alfonsino», que el propio rey usó en sus obras.
Entre los méritos de Alfonso X se cuenta la redacción de obras científicas e historiográficas (El Lapidario, Las Siete Partidas, General Estoria y la Primera Crónica) en lengua castellana en lugar de en latín como había sido costumbre. Elevó el prestigio del uso del castellano escrito dentro de su corte y por todo el territorio en el que se hablaba castellano en lugares diversos de España. Además, emprendió numerosos proyectos, tales como la traducción de textos jurídicos al castellano y la normalización ortográfica del mismo, bajo la labor de eruditos y escribas eclesiásticos.
El castellano medieval presentaba cierta variación dialectal y cambio sincrónico, aunque bajo el reinado de Alfonso X se extendió el uso del estándar literario toledano debido al rey y sus colaboradores. Esta lengua escrita estándar se cree representativa de la lengua culta de la corte y la de otros escritores del siglo XIII.

### Español áurico y medio
El español áurico o español medio es el estadio de la lengua que constituye la transición del castellano medieval al español moderno.
Su fase inicial se caracterizó por la pérdida del contraste entre fricativas sordas y sonoras, aunque conservaba aún la distinción entre las sibilantes sordas /s̪̺ s̺ š/ que en español peninsular dieron origen a /θ s x/. Sin embargo, debido a la confusión que se producía entre los fonemas /s̪̺ s̺ / en algunas zonas de la península —especialmente en el sur— y su posterior influencia en las colonias asentadas en América, ambos se fusionaron en /s/ en ciertas zonas del sur de la península, las Islas Canarias e Hispanoamérica.

#### Oficial en España y América

Tomo V de la edición del Diccionario de la Lengua Castellana en 1737, el Diccionario de autoridades.

El castellano medieval, con sus influencias prerromanas, se expandió al sur de la península a medida que avanzaba la Reconquista. A finales del siglo XV, coincidiendo con la unión política de los reinos de Castilla y Aragón, la toma de Granada y el descubrimiento de América, Antonio de Nebrija publicó en Salamanca su Gramática castellana, el estudio gramatical no relacionado al latín, que es el primer tratado de gramática de la lengua castellana (y de la lengua moderna en general).
Con la expansión del Imperio español, el idioma castellano se expandió a través de los virreinatos de Nueva España, del Perú, de Nueva Granada, del Río de la Plata y las Filipinas, Guam, Islas Marianas y las Carolinas. Esta espectacular difusión permitió a la lengua adquirir nuevo léxico procedente de lenguas nativas americanas sobre las que, a su vez, tuvo un enorme impacto.
Algunas de las características distintivas de la fonología incluyen la lenición (latín lupus > español ‘lobo’, latín vita > español ‘vida’), la diptongación en los casos fonéticamente breves de la E y la O (latín terra > español ‘tierra’, latín nova > español ‘nueva’), y la palatalización (latín annum > español ‘año’). Algunas de estas características también están presentes en otras lenguas romances.

#### Expansión del idioma

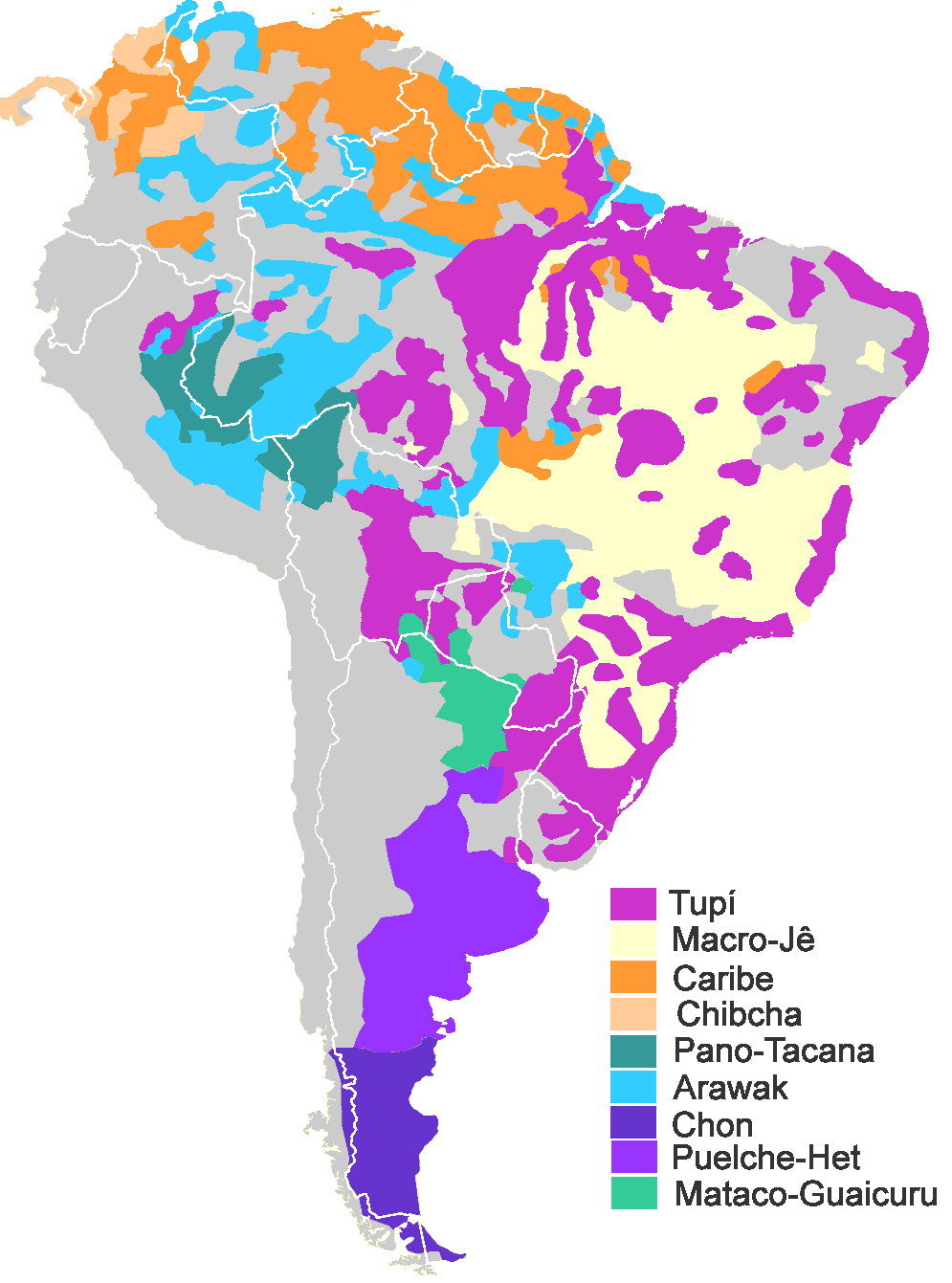
Las principales familias de las lenguas de América del Sur (exceptuando el aimara, mapudungún y quechua).

En 1790 España y Gran Bretaña firmaron las Convenciones de Nutka, por las que España renunció a cualquier derecho sobre un vasto territorio de América del Norte constituido por Idaho, Oregón, Washington, Columbia Británica, Yukón y Alaska, impidiendo el avance del Imperio español hacia el noroeste de América. Aun así, todavía perduran allí algunos nombres geográficos en español.
A finales del siglo XVIII, solamente tres millones de hispanoamericanos hablaban español; sin embargo, tras la emancipación de Hispanoamérica del Imperio español, los nuevos gobiernos favorecieron la extensión del español.
En el siglo XIX, Estados Unidos adquirió Luisiana de Francia y Florida de España, se anexionó la República de Texas y, por el Tratado de Guadalupe-Hidalgo, obtuvo de México los territorios que actualmente conforman los estados de Arizona, California, Colorado, Nevada, Nuevo México y Utah y parte de los actuales estados de Kansas, Oklahoma y Wyoming. De esta forma, el español pasó a ser una de las lenguas de Estados Unidos, aunque estas variedades primitivas solo sobreviven a inicios del siglo XXI en partes de Luisiana, donde se habla el español isleño y el adaeseño; y en una franja que se extiende desde el norte de Nuevo México al sur de Colorado, donde se habla el español neomexicano tradicional.
Por otra parte, desde el siglo XX, millones de hispanoamericanos han emigrado a Estados Unidos, con lo que se han convertido en la minoría más numerosa del país: más de 41 300 000 personas (2004). El 1 de mayo de 2006, durante el Gran Paro Americano de inmigrantes ilegales, se entonó el Himno Nacional de los Estados Unidos en español como una muestra de la presencia en ese país de una minoría hispana que se está convirtiendo en la mayor minoría a pasos agigantados.
En Oceanía el español se habla en la Isla de Pascua, bajo soberanía de Chile desde 1888, con casi 4000 personas que lo hablan. También se habla en Australia, con la llegada masiva de inmigrantes provenientes de Sudamérica y Centroamérica (principalmente argentinos, chilenos, uruguayos, salvadoreños, nicaragüenses y peruanos) a mediados de la década de 1960 y principios de la de 1970 (véase al respecto Idioma español en Australia).

## Registros históricos del idioma

### Glosas y cartularios medievales

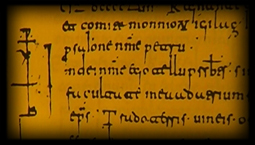
Fragmento de uno de los documentos del cartulario con escritura visigótica.

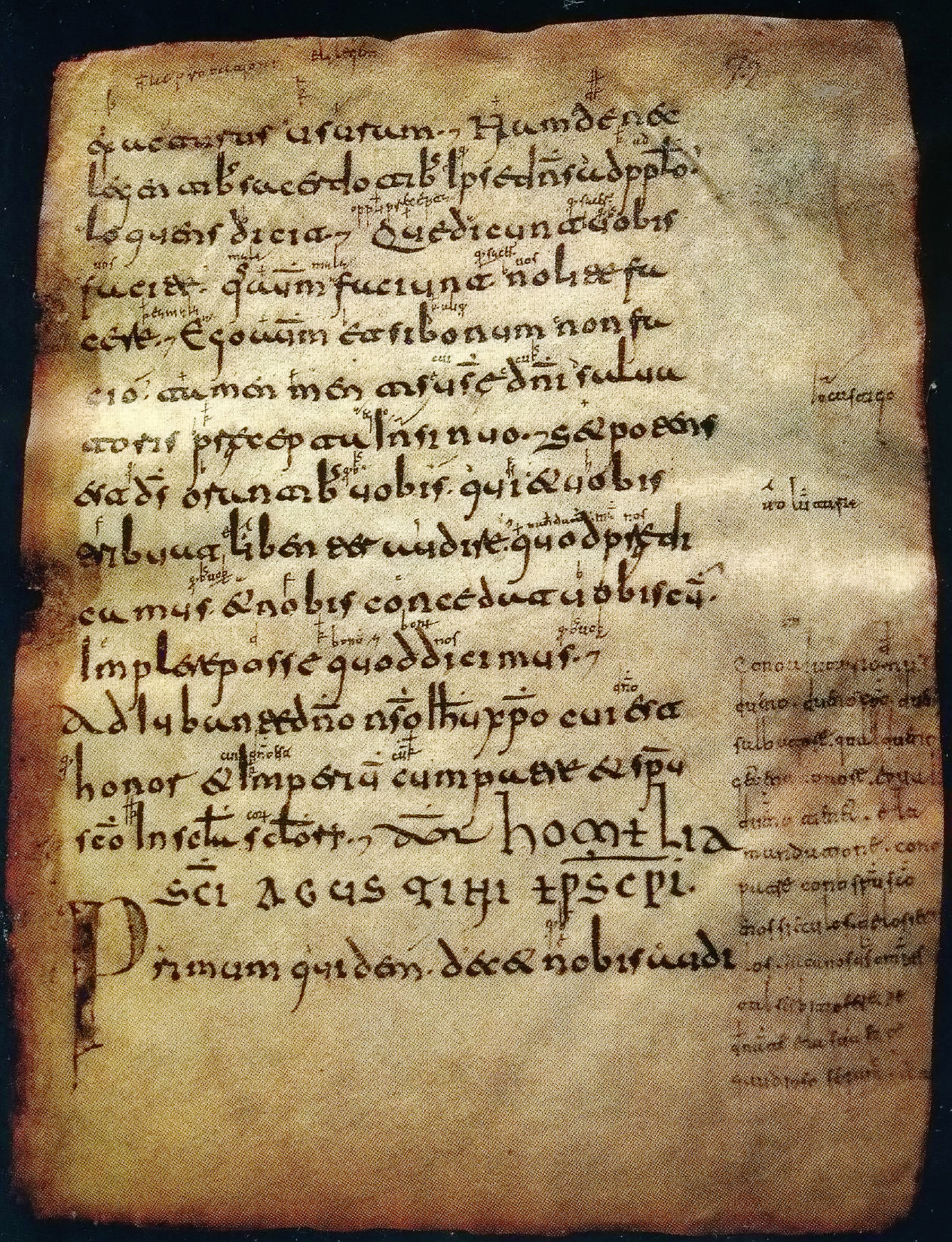
Página 72 del Códice Emilianense 60. Se aprecia la glosa al margen.

Los textos más antiguos que se conocen en una variedad romance relacionable con el español actual son los Cartularios de Valpuesta, conservados en la iglesia de Santa María de Valpuesta (Burgos), un conjunto de textos que constituyen copias de documentos, algunos escritos en fechas tan tempranas como el siglo IX (en torno al año 804) y que cuentan con el aval de la Real Academia Española.
La historiografía tradicional consideraba como los textos más antiguos que se conocen en castellano a las Glosas Emilianenses, datadas de finales del siglo X o con más probabilidad a principios del siglo XI, que se conservan en el Monasterio de Yuso, en San Millán de la Cogolla (La Rioja), localidad considerada centro medieval de cultura. Sin embargo, las dudas que suelen surgir acerca del romance específico empleado en las Glosas hacen que las corrientes lingüísticas actuales consideren que no están escritas en castellano medieval sino en un protorromance riojano, o navarroaragonés o castellano-riojano, según el filólogo César Hernández Alonso. Es decir, un «embrión o ingrediente básico del complejo dialectal que conformará el castellano», en palabras del investigador riojano Claudio García Turza. Junto a características específicamente riojanas, se encuentran rasgos presentes en las diversas variedades dialectales hispanas: navarro, aragonés, asturleonés y mozárabe. Todo ello induce a pensar, como hicieron Menéndez Pidal (1950), Lapesa (1981), Alarcos (1982) y Alvar (1976, 1989) que, en realidad, se trata de un koiné lingüístico en el que se mezclan rasgos pertenecientes al castellano, al riojano y al aragonés con algunos del navarro.
Curiosamente, las Glosas emilianenses también incluyen los textos más antiguos escritos en euskera que se conservan hoy en día (si no se cuentan los restos epigráficos de época romana escritos en vascuence).

### Primera gramática moderna europea

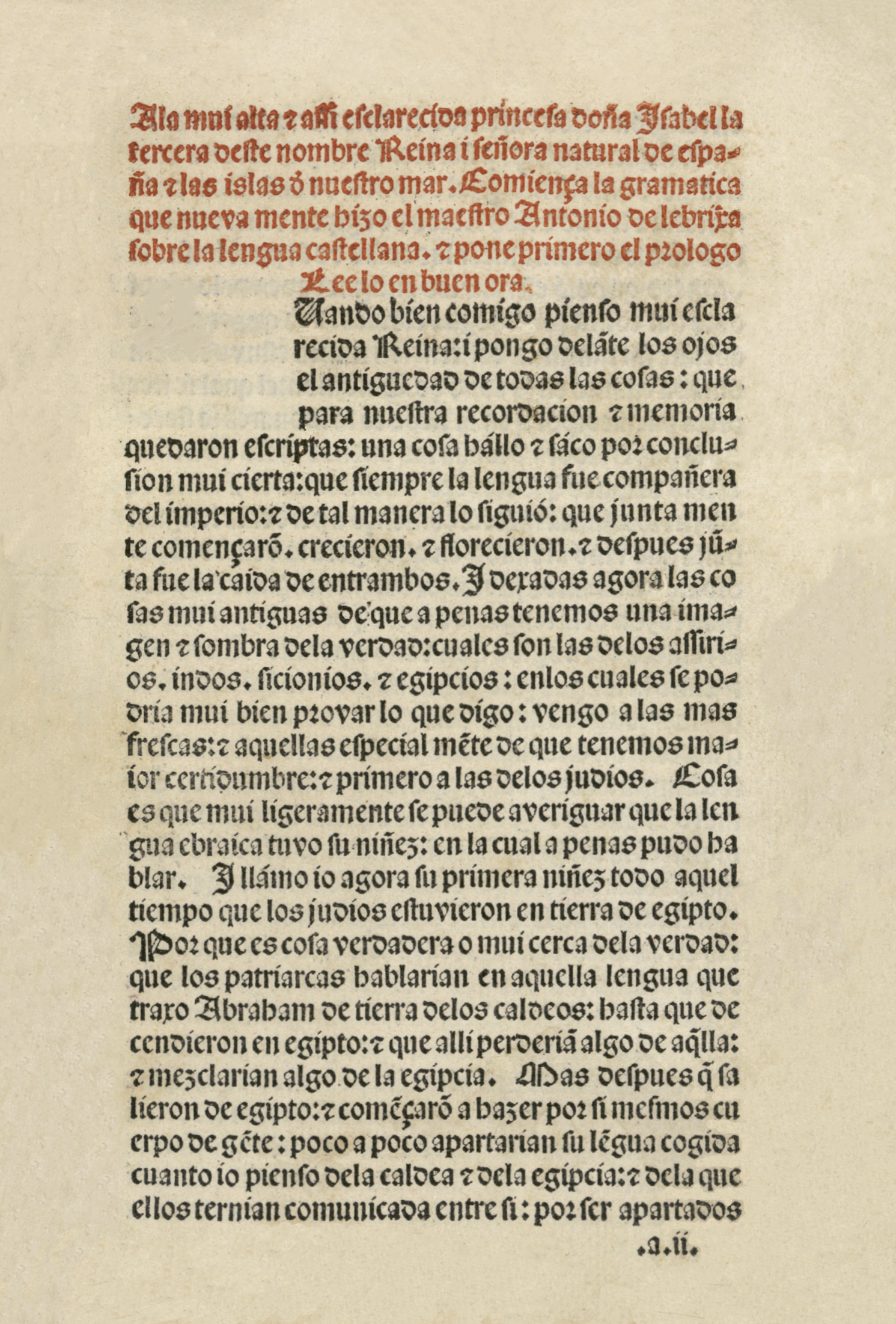
Portada de la Gramática castellana (Antonio de Nebrija, 1492).

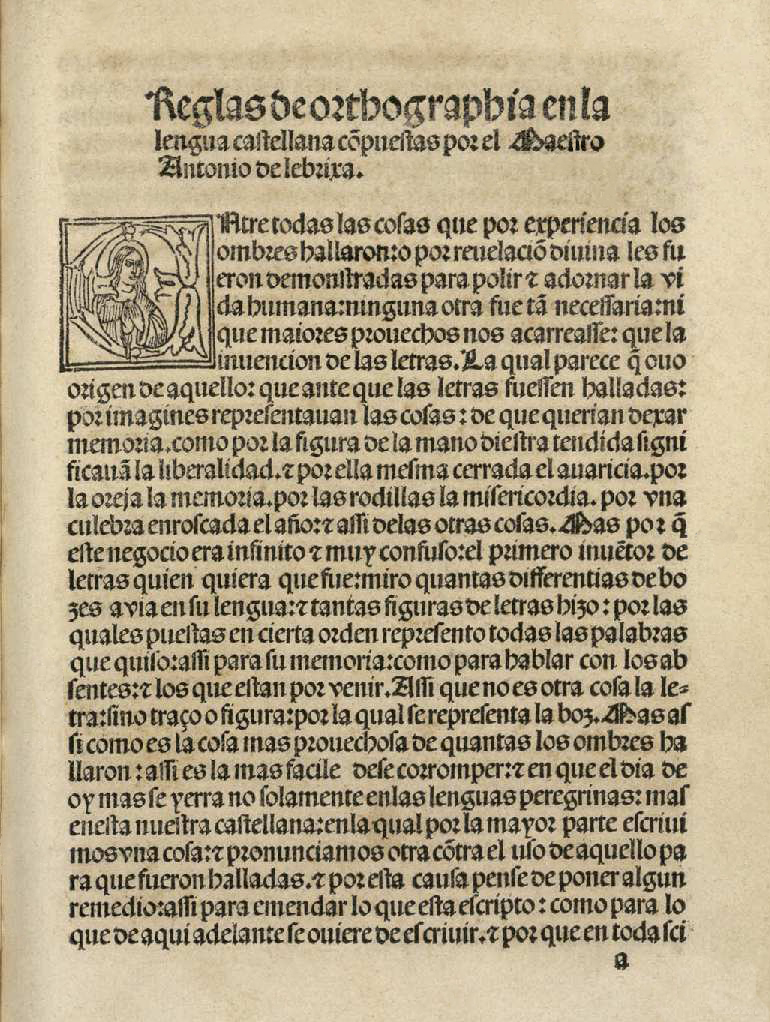
Reglas de orthographia en la lengua castellana (Antonio de Nebrija, 1517).

En 1492, Antonio de Nebrija publicó en Salamanca su obra Gramática castellana, la primera gramática de la lengua castellana (y la primera de una lengua moderna europea), en cuyo comienzo del prólogo dice la famosa frase, que ahora suena profética,

siempre la lengua fue compañera del imperio: y de tal manera lo siguió: que junta mente començaron. crecieron. y florecieron.

Según algunos autores, la novedosa gramática no tuvo una excesiva repercusión en una época todavía marcada por el humanismo italiano.
También son de Nebrija las primeras Reglas de ortografía en la lengua castellana, impresas en Alcalá de Henares en 1517, en las que postula la ortografía como una relación biunívoca entre la pronunciación y la escritura.

## Historia interna de la lengua
La historia interna de la lengua o gramática histórica se refiere al estudio de los cambios acaecidos en la estructura de la lengua y en su léxico. La historia externa, por otra parte, se refiere a la historia de los hablantes del español, sus vicisitudes históricas y el uso social de la lengua.

### Cambios morfológicos
El español, como las demás lenguas romances, podría derivar de una forma de latín que había sufrido un proceso de criollización que hizo el orden de constituyentes más fijo y más tendente al orden sintáctico SVO. La misma criollización pudo haber favorecido la pérdida de la flexión nominal tanto o más que los cambios fonéticos que afectaron al latín tardío. La pérdida de las marcas de caso aumentó la ambigüedad e hizo al español una lengua un poco menos sintética que el latín.

#### Declinaciones
El marcaje de las relaciones gramaticales en latín clásico estaba basado en un sistema de flexión nominal. Un nombre común podía tener hasta siete u ocho terminaciones diferentes que indicaban la función gramatical de la palabra dentro de una oración. Por ejemplo para la palabra mensa, 'mesa', se tienen siete homófonas que realizan 12 combinaciones diferentes de caso y número:
| Caso                         | Singular | Plural   |
| ---------------------------- | -------- | -------- |
| nominativo (sujeto)          | mēnsa    | mēnsae   |
| genitivo (posesión)          | mēnsae   | mēnsārum |
| acusativo (objeto directo)   | mēnsăm   | mēnsās   |
| dativo (objeto indirecto)    | mēnsae   | mēnsīs   |
| ablativo (modal)             | mēnsā    | mēnsīs   |
| vocativo (apelación directa) | mēnsa    | mēnsae   |

A entornos del latín vulgar, se produjeron algunos cambios fonológicos que redujeron y complicaron el sistema declinacional: 
1. La pérdida de la /-m/ final resultó en la confusión entre el acusativo monte(m) y el ablativo monte en la tercera declinación
2. La confluencia de /ā/ y /ă/, junto con la pérdida de la /-m/ final, hizo imposible la distinción entre el nominativo mēnsa, el acusativo mēnsăm (mēnsa) y el ablativo (mēnsa)
3. La confusión de /ŭ/ y /ō/ hizo que no se pudiese diferenciar el acusativo singular de la segunda declinación (dominŭm) del ablativo (dominō)
4. La convergencia de /i/ y /ē/ dio lugar a la confusión entre la tercera declinación del nominativo/acusativo plural (montēs) y el genetivo singular (montĭs)

Los adjetivos que distinguen entre masculino, femenino y neutro podían llegar a tener hasta 12 terminaciones diferentes frente a las cuatro como máximo del español moderno (-o, -a, -os, -as)

#### Construcciones preposicionales
El sistema de casos frecuentemente era ambiguo a la hora de determinar qué función desempeñaba una palabra. Consecuentemente, era necesario valerse de otras pistas, como un orden sintáctico más fijo y nuevas construcciones preposicionales, para discernir las distintas funciones. De ahí la construcción de + ablativo en vez del simple empleo del genitivo: 
dimidium de praeda frente a dimidium praedae, 'la mitad del botín'
El castellano presenta directamente esta construcción:
la mitad del botín
El latín clásico se servía del dativo sin ninguna otra marca para el objeto indirecto. Con los cambios fonológicos ya mencionados, podía darse confusión sobre cuál de las palabras en una oración debía interpretarse como sujeto y cuál como objeto, por lo que se propagó la construcción a + sustantivo en el latín vulgar para determinar un objeto directo o indirecto, fenómeno que se conserva en el español medieval y moderno:
A los judíos te dexaste prender (Cantar de Mio Cid)
'te dejaste apresar por los judíos'

#### La marca del plural
El latín carecía de una marca específica para el plural pues se valía de las terminaciones casuales (dominus, domini; rosa, rosae). El caso más empleado, sin embargo, el acusativo, terminaba en /s/ en el plural (rosas, dominos, homines). En el latín tardío, reaparecieron los acusativos plurales terminados en /s/ (se habían perdido la /s/ y la /m/ final) y se emplearon como nominativos (dominos frente a domini; rosas frente a rosae). Se produjo un reanálisis morfológico por el que dicha terminación asumió la expresión del plural (rosa, rosas) en el castellano medieval.

### Cambios gramaticales

#### Los verbos
La conjugación de los verbos del español medieval y moderno se basa directamente en la conjugación latina:
| Latín    | Castellano medieval | Castellano moderno |
| -------- | ------------------- | ------------------ |
| CANTŌ    | canto               | canto              |
| CANTĀS   | cantas              | cantas             |
| CANTAT   | cantat              | canta              |
| CANTĀMUS | cantamos            | cantamos           |
| CANTĀTIS | cantades            | cantáis            |
| CANTANT  | cantan              | cantan             |

Para el castellano del siglo XIII, se pierde la /-t/ final de la tercera persona del singular y del plural y la /-tis/ de la segunda persona del plural cambia a /-des/. Siguen algunos ejemplos:
…como oyredes que diz moysen adelante (General estoria)
A los verbos conjugados se les podía agregar pronombres directos e indirectos:
faziéndol, díxol y púsol (General estoria)

#### Tiempos verbales
La más notable reestructuración del latín vulgar es la aparición de los tiempos compuestos en el español medieval (siglo XIII): 
“...que castigues tu los acusadores con muy más fuertes penas que los cristianos mereçieren si lo ouiessen fecho”
(Primera crónica)
La construcción tardía del latín “Habere o Esse + Participio pasado” resultó en la creación de tiempos compuestos:
| Latín                  | Castellano medieval |
| ---------------------- | ------------------- |
| habui/habebam cantatum | ove/avia cantado    |
| habeo cantatum         | he cantado          |
| habere habeo cantatum  | avré cantado        |
| habuissem cantatum     | oviesse cantado     |
| habeam cantatum        | aya cantado         |
| habuerim cantatum      | ovier(e) cantado    |

#### Construcciones verbales
La perífrasis latina de participio /-tus/ y habeo para expresar un estado de obligación se ve manifestada en el español medieval mediante la construcción aver de, lo cual resultó en tener de/que en el español moderno. 
"...si tan bien nolo quisiessen pora los que avien de venir" (Primera crónica)